# Altstadt (Königsberg)
Altstadt (oroszul А́льтштадт  – Altstadt) az egykori porosz fővárost, Königsberget (1946 óta Kalinyingrád) eredetileg alkotó három német lovagrendi alapítású város egyike, később Königsberg egyik kerülete volt. Az 1286-os alapítású város Kneiphof és Löbenicht városaival egyetemben 1724-es egyesítésükig számított önálló városnak, ezután 1945-ig Altstädtischer Kreis néven a kelet-poroszországi főváros egyik városi körzeteként maradt fenn. Altstadtot a város többi részével összekötő egykori hidak a königsbergi hidak problémájának révén kulturtörténeti jelentőségűnek számítottak. Az egykor sűrűn beépített város, illetve később negyed, mely helyet adott többek között a königsbergi kastélynak illetve a königsbergi Albertina Egyetem egyes épületeinek az 1944-es brit légitámadások illetve Königsberg szovjet ostroma során szinte teljes mértékben elpusztult. A II. világháború után a Szovjetunió által annektált és Kalinyingrád névre átnevezett város többi részéhez hasonlóan az Altstadt sem épült újjá, épületállományából egy jelentősebb épület sem maradt fenn. Az egykori Altstadt területe ma Kalinyingrád Moszkovszkij kerületének részét képezi, a történelmi városmag helyén egy nagyobb füves terület, a soksávos Moszkvai sugárút, illetve a Szovjetek Házának torzója áll. A Szovjetunió felbomlása óta léteznek tervek a königsbergi óváros, így a Altstadt egyes részeinek újjáépítésre is.

## Fekvése
Altstadt városa a Szambiai-félszigeten, a Prégel folyó (németül Pregel, oroszul Прего́ля – Prególja; litvánul Prieglius) északi, Új Prégel (németül Neuer Pregel vagy samländischer Pregel, oroszul Новая Преголя – Novaja Pregolja) nevű ágának északi partján fekszik.  A II. világháború előtt az Új Prégel utolsó, a Kneiphof sziget nyugati felét az Altstadthoz tartozó, a Laak illetve Lastadie városrészektől elválasztó rövid szakaszát Hundegatt néven ismerték.

## Nevének eredete
Az eredetileg a balti népek elleni kereszteshadjáratokban résztvevő II. Ottokár cseh királynak emléket állító Königsberg (latinul Mons Regius, vagy Castrum de Coningsberg) lovagrendi vár köré épült és a kezdetekben még Königsbergként számontartott települést a később alapított újabb településekől (Kneiphof és Löbenicht) való megkülönböztetésül kezdték el a „régi város"-ként (ném. alte Stadt > Altstadt) nevezni. Königsberg esetében tehát az Altstadt nem „óváros”, „történelmi belváros” jelentésben, hanem mint egy önálló város, később városrész tulajdonneveként értendő.

## Története

### Alapítás
A Balti-tenger partján fekvő, a Visztula és a Nyeman (litvánul Nemunas, lengyelül Niemen, németül Memel) folyók által határolt történeti vagy Ó-Poroszország néven számontartott területet egészen a 13. századig a balti nyelvcsaládhoz tartozó lett, litván, illetve a mára már kihalt porosz őslakosság lakta. A hagyományosan marha- és lótenyésztéssel, szórványosan földműveléssel foglalkozó pogány, számos törzsre tagozódó poroszok a 9. században a Prégel folyó torkolatvidékén, a későbbi Altstadt feletti magaslaton alapítottak egy Twangtse nevű erődöt, melyhez egy falu és egy a vikingek és a lübecki kereskedők által frekventált kikötőhely tartozott. A poroszok a X. századtól megélénkülő folyamatos támadásaival komoly gondokat kezdett okozni a szomszédos déli területek lengyel uralkodóinak: A porosz törzsek elfoglalták Mazóviát, és egészen a mai Varsó területéig nyomultak. A mazóviai fejedelem képtelen volt egyedül megvédeni országát a porosz törzsekkel szemben, ezért 1225-ben a fejedelemségbe hívta a Német Lovagrendet. Ez a lovagrend egyike volt a szentföldi keresztes háborúk nyomán létrejött három nagy lovagrendnek, 1199-ben alapították Akkóban. A Lovagrend korábban az erdélyi Barcaságban megpróbált magának államot alapítani, de II. András magyar király 1225-ben kiűzte őket onnan. A lengyel uralkodónak tett szolgálataikért cserébe – amelyhez hozzátartozott a pogány poroszok megtérítése is – a lovagok viszont megkapták a Visztulától keletre eső ún. kulmi területet (németül Kulmerland, lengyelül Ziemia chełmińska) és más, korábban a poroszok által birtokolt területeket, mely a későbbi lovagrendi állam magját képezte. A lovagrend akkori nagymestere, Salzai Hermann, (németül Hermann von Salza) megszerezte a császárság és a pápaság támogatását, mivel nagy szerepet játszott a két hatalom kibékítésében. Az ötven éven keresztül folytatott háborúk és térítések eredményeként a lovagok végül 1230-ban megalapították saját lovagrendi államukat (németül Deutschordensstaat) Marienburg (Malbork) székhellyel. A Német Lovagrend már palesztínai alapításában is nagy szerepet játszó brémai és lübecki kereskedők a lovagrend egykori szentföldi és később balti-tengeri „fuvarozóiként” fontos befolyásra tettek szert az új lovagrendi állam kiépítésében. A Balti-tenger keleti felének sok esetben a rend által birtokolt számos települése lübecki jog (németül Lübisches Recht) szerint nyert városi rangot (pl. Stettin, Danzig, Elbing vagy Memel); ezen új városok „anyavárosának” kereskedelmi szempontból is Lübeck számított. 1242-ben már írásba volt foglalva az a szerződés, melyben a Lovagrend akkori poroszországi tartomány mestere (Landmeister von Preußen), Heinrich von Wida a Szambiai-félsziget területének egyharmadát és a Prégel torkolatában városalapítási jogot ígér Lübeck városának. A Lovagrend nagymestere, Heinrich von Hohenlohe azonban nem volt hajlandó beleegyezni a landmeister által kötendő szerződés aláírásába és a stratégia fontosságú területek elvesztésébe, ezért 1244-ben elállt a megkötésétől. Ennek eredménye képpen maga a Lovagrend kezdte meg a torkolatvidék kezdetleges településeinek városokká szervezését: 1255-re Castrum de Coningsberga néven felépült Königsberg lovagrendi vára, amely körül kezdett kialakulni a kezdetekben szintén Königsberg néven számontartott település, a későbbi Altstadt magja. 1262-ben a Nalube porosz törzsi vezér megtámadta és felégette a vár körüli települést. A porosz támadás után falakkal és tornyokkal megerősített, a Prégel és a vár tőszomszédságában meghúzódó városba német kereskedők és telepesek kezdtek betelepülni, megindult a tenger felől érkező kereskedelem. 1286-ban a lovagok a szabadabb lübecki helyett a kevesebb önállóságot biztosító kulmi jog (németül Kulmer Recht) szerint még Königsberg néven megalapították Altstadt városát, melyet csak, Löbenicht 1299-es és Kneiphof 1327-es alapításai után kezdek el „a régi város” néven nevezni.

### II. világháború és a szovjet időszak

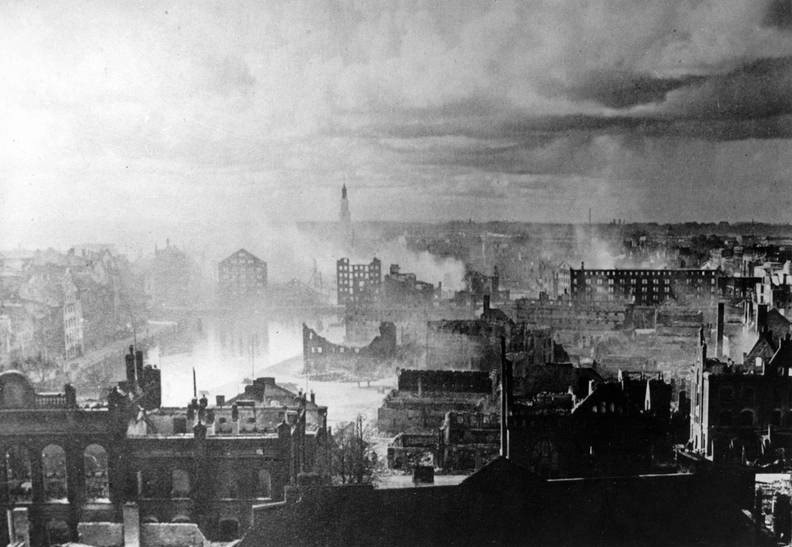
Königsberg belvárosa az 1944-es légitamadás után

A Königsberget 1944. augusztus 26-áról 27-ére, illetve 29-éről 30-ára virradó éjszaka alatt ért brit légitámadások során a történelmi belváros többi részéhez hasonlóan az Altstadt is súlyos károkat szenvedett. Ugyan a königsbergi belváros maga nem minősült stratégiai célpontnak, a sűrűn beépített Altstadtot ért bombázás és tűzvihar következtében a centrum szinte minden épülete lángba borult. A légitámadás következtében teljesen kiégett a kastély, az Altstadti Városháza, illetve az Albertina legtöbb épülete. A kastély és az egyetem könyvtárainak és műgyűjteményeinek nagyrésze vagy eltűnt vagy megsemmisült.
A königsbergi kastély a bombázások ellenére is állva maradt falait a königsbergi csatában a várost 1945 április 9-éig erős tüzérséggel bevevő, majd szisztematikus gyújtogatásba kezdő szovjet csapatok tovább pusztították. A hadműveletek befejeztére a városközpont 90% elpusztult és sok más német városhoz hasonlóan kiterjedt rommezővé vált, a lakosság nagy része vagy meghalt vagy elmenekült, csupán egy kisebb hányada maradt a városban. A megmaradt német lakosságot 1947 és 1951 között szovjetunióbeli munkatáborokba vagy az NDK területére telepítették ki.

A kastélytorony felrobbantása 1953-ban

A kastély romjai 1965-ben a Kneiphof sziget felől

A háborúban szinte teljesen elpusztult Königsberg a világháború végével Kelet-Poroszország északi részével együtt a Szovjetunió fennhatósága alá került. Az 1946-ban Kalinyingrádra átnevezett városból a szovjet vezetés szocialista mintavárost kívánt létesíteni, melyben nem volt helye semmi a város német illetve királyi múltjára utaló emléknek, melyekben „a porosz militarizmus és fasizmus szimbólumait” látták. A város újjáépítése ezért fel sem merült, egykori óváros romjait nyomtalanul eltüntették, a kastély romjait átadták az enyészetnek. A régi Königsberg egyik jelképének számító, a háborúban erősen megrongálódott 84 méter magas gótikus kastélytornyot 1953-ban robbantották fel. Ugyanebben a szellemiségben Leonyid Brezsnyev szovjet pártfőtitkár az 1960-as évek végén elrendelte a kastély romjainak eltávolítását, melyet a szovjet vezetés a „porosz militarizmus vásott fogának" tekintett. Kalinyingrádi diákok és szovjet értelmiségiek tiltakozása ellenére a kastély romjait végül 1968 és 1969 között robbantották fel és hordták el. A kastély helyén került kialakításra Kalinyingrád szovjet érabeli központi tere, illetve itt fut össze a mai napig is a város szintén a szovjet időkben kialakított hét sugárútjának két legmonumentálisabbja, a Lenin és a Moszkvai sugárutak. A Központi tér keleti felén, az egykori várárok (németül Burggraben) helyén kezdték el építeni az 1960-as években a Szovjetek Házának (vagy „Tanácsok háza", oroszul Дом сове́тов – Dom szovjetov) betontömbjét. A városi adminisztráció elhelyezésére szánt épület munkálatait az egykori kastély alagútjainak és pincéinek megrogyása következtében süllyedni kezdő talaj állapota miatt a 80-as években le kellett állítani. A kalinyingrádiak által sokszor a „poroszok bosszújának” is titulált fejlemény következtében az egykori kastély helyén álló Szovjetek Háza a mai napig is befejezetlenül maradt.

### Mai állapotok
A Szovjetunió felbomlása óta nem történtek nagy változások a területen. Az egykori t¶orténelmi Altstadt helyén továbbra is a szovjet időszakban épült városi autópályák illetve füvesített területek dominálnak. Az „eltemetett robotfejnek” is gyakran nevezett a terület képét uraló 21 emeletes brutalista Szovjetek Házának elbontásáról elbontásáról 2020-ban döntött a kalinyingrádi kormányzó, Anton Alihanov.

## Részei

### Altstadt mint önálló város területei
A Königsberget alkotó három, adminisztratív, egyházi, igazságszolgáltatási és oktatási szempontból önálló, saját városházával (lásd: Königsbergi városházák) és piaccal rendelkező város egyikeként Altstadt az 1724-ben I. Frigyes Vilmos porosz király kezdeményezte közigazgatási reformig megtartotta önállóságát. A tulajdonképpeni, a vár és a Prégel által közrefogott város a középkor folyamán kiterjesztette hatalmát a folyó déli partja mentél található néhány területre, falura és uradalomra, melyeket vagy önálló önkormányzattal rendelkező ún. freiheitként (német Freiheit, "[a hűbérúrtól] szabad terület" jelentésben), vagy alacsonyabb jogállású negyedekként (német Stadtteil), illetve uradalmakként szervezett meg:
- Steindamm (freiheit) – az 1255-ben, a lovagrendi vártól keletre alapított település egyike Königsberg legrégebbi részeinek. Az 1286 óta Altstadthoz tartozó freiheit a középkor folyamán saját bírósággal rendelkezett. Az 1808 után az Altstädtischer Kreis városrészeként a 19. század második felétől a város 1945-ös pusztulásáig Königsberg legelőkelőbb kereskedelmi és bevásárló-negyedének számított. Helyén ma a főleg hruscsovkákkal beépített soksávos Lenin-sugárút található.
- Laak (freiheit) –  az Altstadtól délkeletre, a keleten a Hundegatt, délen a Prégel által határolt eredetileg mocsaras terület adott helyet a középkortōl a város kikötőjenek és raktárnegyedének. A freiheithoz tartozott a Lizent nevű városrész, ahol a vámhatóság, illetve a Königsbergben élő holland és angol kereskedők találtak otthonra; a Lastadie, a város favázas raktárnegyede; a Hundegatt mentén a königsbergi belső kikötő (Innenstädtischer Hafen), valamint Unterlaak és Oberlaak negyedek. A 19. századtól jelentőségét vesztő kikötő és raktárnegyed teljesen elpusztult a II. világháborúban.
- Neuroßgarten (freiheit) – a kezdetekben a Steindammhoz tartozó Altstädtischer Roßgarten (magyarul „altstadti lovas kert") nevű terület 1635-ben vált az Altstadt freiheitjává. A 19. századtól itt telepedtek meg az Albertina egyetem újalapítású intézményei, így több új egyetemi intézet, a botanikus kert és a königsbergi egyetemi csillagvizsgáló.
- Lomse (városrész) – az Új és az Öreg-Prégel ágai által közrefogott, a Kneiphof szigetétől keletre fekvő nagy kiterjedésű ártéri sziget (ma Október-sziget, oroszul Октябрьский остров – Oktyabrszkij osztrov), illetve az annak nyugati felén található földművelésből és raktározásból élő városrész. Alapítása óta Altstadt része, a 15. századtól az altstadti kereskedők itt kezdenek raktárakat építeni. Egy a Kneiphof és az Altstadt kereskedőházai közti viszály lezárásaként 1535 után tilos volt az építkezés a szigeten, ami magyarázatul szolgál a későbbi városrész gyér beépítésére.

### AzAltstädtischer Kreis,mint Königsberg egyik kerületének városrészei
1724 után a Königsberggé egyesített Kneiphof, Altstadt és Löbenicht Poroszország egyik körzeti jogú városa (Stadtkreis), bár a város nevét adó königsbergi kastély és a hozzátartozó városrészek még egy további, 1808-as reformig megmaradtak önállónak. 1808 után az egykori városok kerületekké (németül Kreis), a freiheitjaik és egyéb területeik pedig azok városrészeivé (németül Stadtteil) szerveződtek. Az immár Altstädtischer Kreis 1808 után a fent említett városrészek mellett megkapta az egykor a kastély közvetlen fennhatósága alá tartozó Schlossfreiheit, Tragheim városrészeket, valamint a Burgfreiheit egyes részeit.

## Hídjai
Altstadtot a königsbergi hidak problémája révén kulturtörténeti szempontból is jelentős hidak kötötték össze a város többi részével:
- Krämerbrücke („Szatócs-híd") – a Kneiphof sziget északnyugati fele és Alstadt között. Az 1286-ban épült és a II. világháborúban elpusztult híd helyén ma a szigetet átszelő Lenin-sugárút 27 méter széles beton felüljárója áll.
- Schmiedebrücke („Kovács-híd") – a Kneiphof sziget északkeleti fele és Alstadt között. Az 1330-ban épült hidat 1945-ös pusztulása után nem állították helyre, ma csak a hídfők alapzatai láthatóak.
- Honigbrücke („Méz-híd") vagy Dombrücke („Dóm-híd") – a Kneiphof sziget keleti fele és az 1808-ig az Alstadthoz tartozó Lomse városrész között. Az 1542-ben épült híd átvészelte a II. világháborút. Ma Méz-híd néven (oroszul Медовый мост – Mjedovij moszt) gyalogos híd.
- Holzbrücke („Fa-híd") – Altstadt városa és az 1808-ig az Alstadthoz tartozó Lomse városrész között. Az 1404-ben épült híd egyedüliként átvészelte a II. világháborút, ma Fa-híd néven (oroszul Деревянный мост  – Djerjevjannyij moszt) közúti, villamos- és gyalogosforgalmat kiszolgáló híd.

## Fontos épületei

### Altstadt főbb épületei

#### Altstadi Városháza

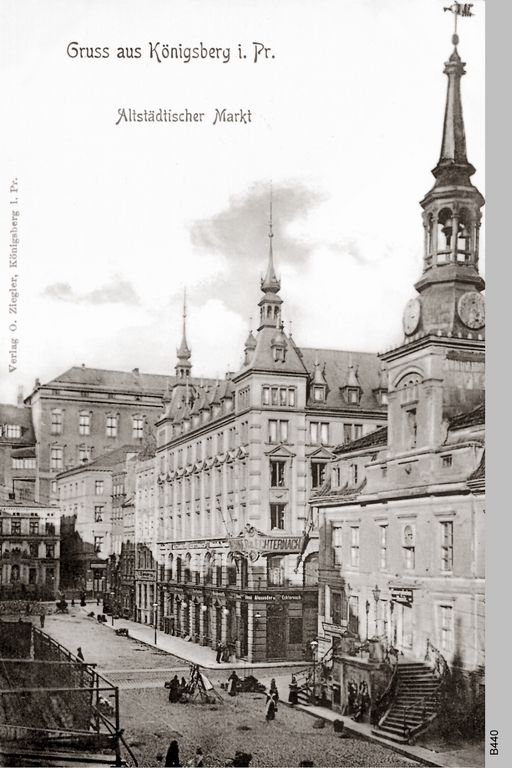
Az Altstadti Városháza (a kép jobb felén), háttérben a kastély

Az Altstädtisches Rathaus a város közigazgatási székhelyeként szolgáló, az Altstädtischer Markt-on álló barokk, óratornyos épület volt. Az eredetileg 1528-ból származó gótikus stílusban épült városháza Altstadt, Kneiphof és Löbenicht 1724-es egyesítéséig szolgálta a városi közigazgatást. Az egyesítés eredményeként létrejött Königsberg közigazgatási központjául a kneiphofi városháza maradt. Az 1757-ben barokk stílusban átépített, majd 1832-ben jelentősen kibővített épület kezdetben bíróságként, 1907-től kereskedelmi főiskolaként, 1920 után a Städtische Sparkasse (Városi Takarékpénztár) főépületeként szolgált. Az épület a tér teljes épületállományával együtt elpusztult az 1944-es bombázásokban.